# Champvallon
Champvallon is een plaats en voormalige gemeente in het Franse departement Yonne in de regio Bourgogne-Franche-Comté. De plaats maakt deel uit van het arrondissement Auxerre.

## Geschiedenis
De gemeente maakte deel uit van het kanton Aillant-sur-Tholon totdat dit op 22 maart 2015 werd opgeheven en de gemeenten werden opgenomen in het kanton Charny. Op 1 januari 2017 fuseerde Champvallon met Aillant-sur-Tholon, Villiers-sur-Tholon en Volgré tot de huidige commune nouvelle Montholon.

## Geografie
De oppervlakte van Champvallon bedraagt 6,8 km², de bevolkingsdichtheid is 71,3 inwoners per km².
De onderstaande kaart toont de ligging van Champvallon met de belangrijkste infrastructuur en aangrenzende gemeenten.

## Demografie
Onderstaande figuur toont het verloop van het inwonertal (bron: INSEE-tellingen).